# Лесьюр (национальный парк)
Национальный парк Лесьюр (англ. Lesueur National Park) — национальный парк между округами Уитбелт и Средне-Западный штата Западная Австралия, расположенный в 211 км к северу от столицы штата Перта. Площадь парка составляет 272,35 км². В парке расположены две столовые горы Лесьюр и Мишо.

## Флора
Национальный парк Лесьюр находится в биорегионе Джералдтон-Сэндплейнс, который характеризуется кустарниковой пустошью с большим количеством растений семейства Протейные. В парке находятся участки леса среди кустарников. В нём произрастает более 900 местных видов растений, многие из которых являются эндемиками. К редким или исчезающим видам относятся Grevillea batrachioides, Acacia forrestiana, Hakea megalosperma и Eucalyptus lateritica. Парк является северной границей для кустарникообразных деревьев Eucalyptus marginata и Corymbia haematoxylon.
Парк находится под угрозой из-за фитофтороза, вызываемого Phytophthora cinnamomi, заболевания растений, которое убивает растения и распространяется через заражённую почву или воду.

Национальный парк Лесьюр
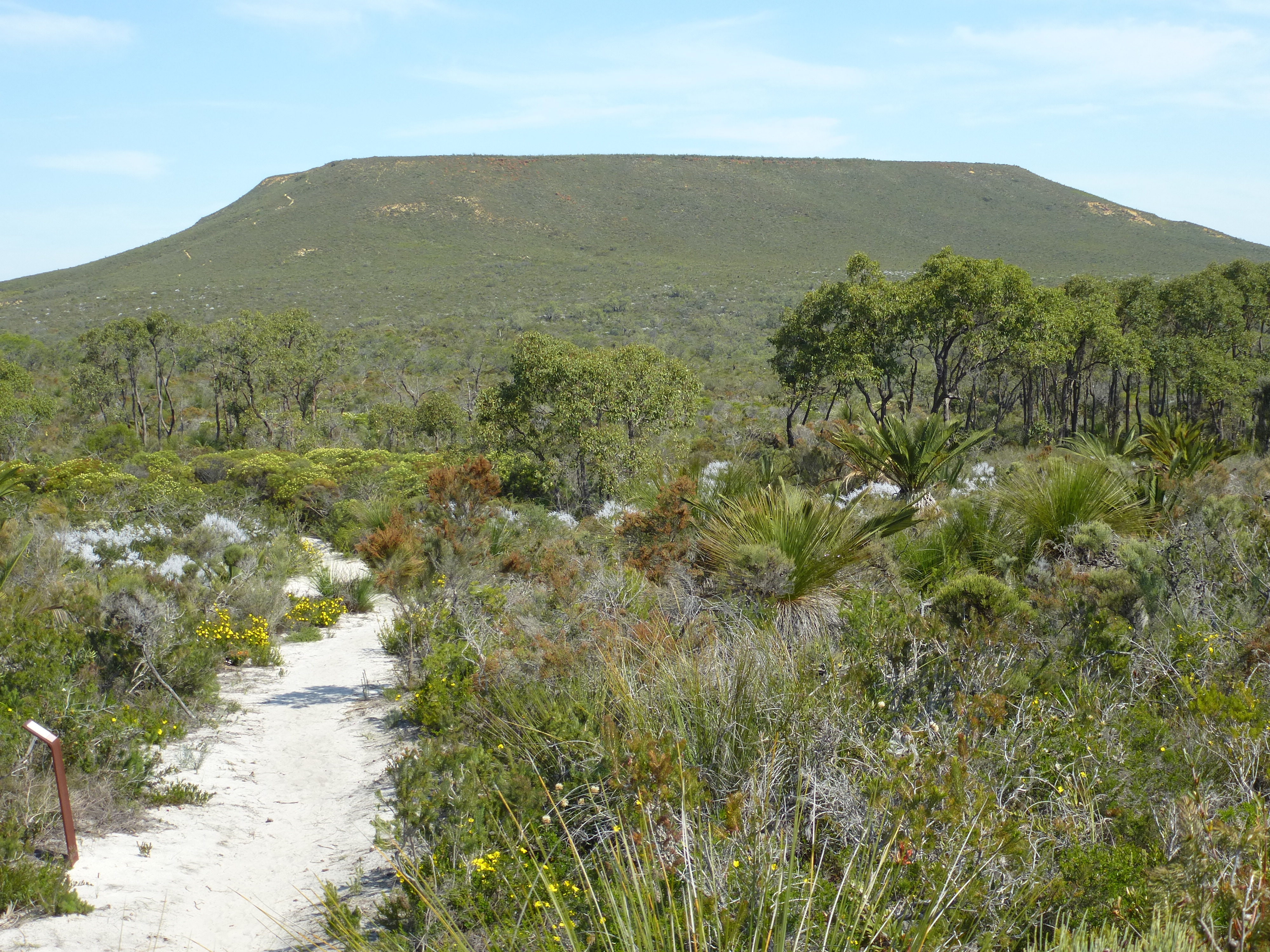
Гора Лесьюр
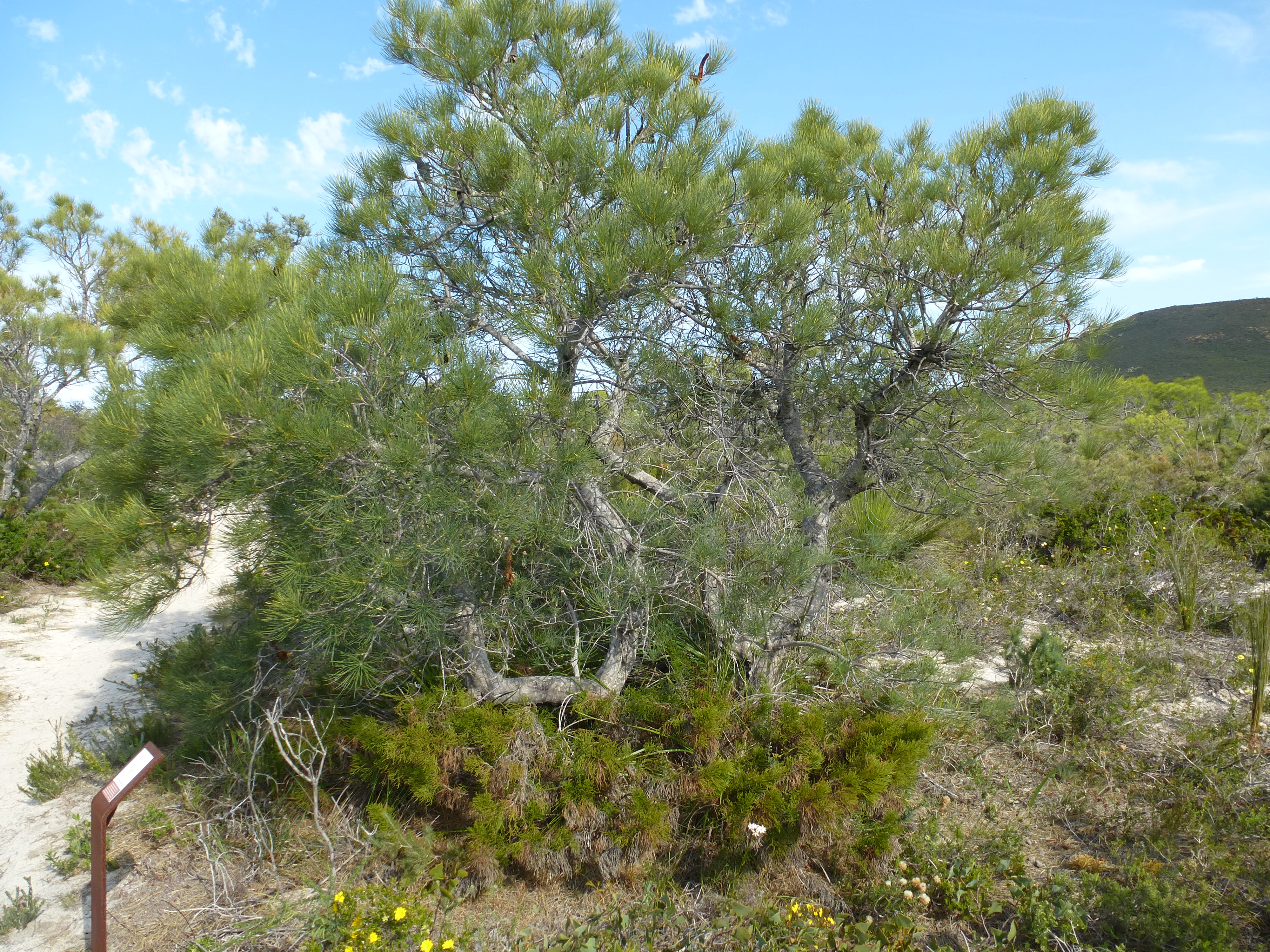
Banksia tricuspis
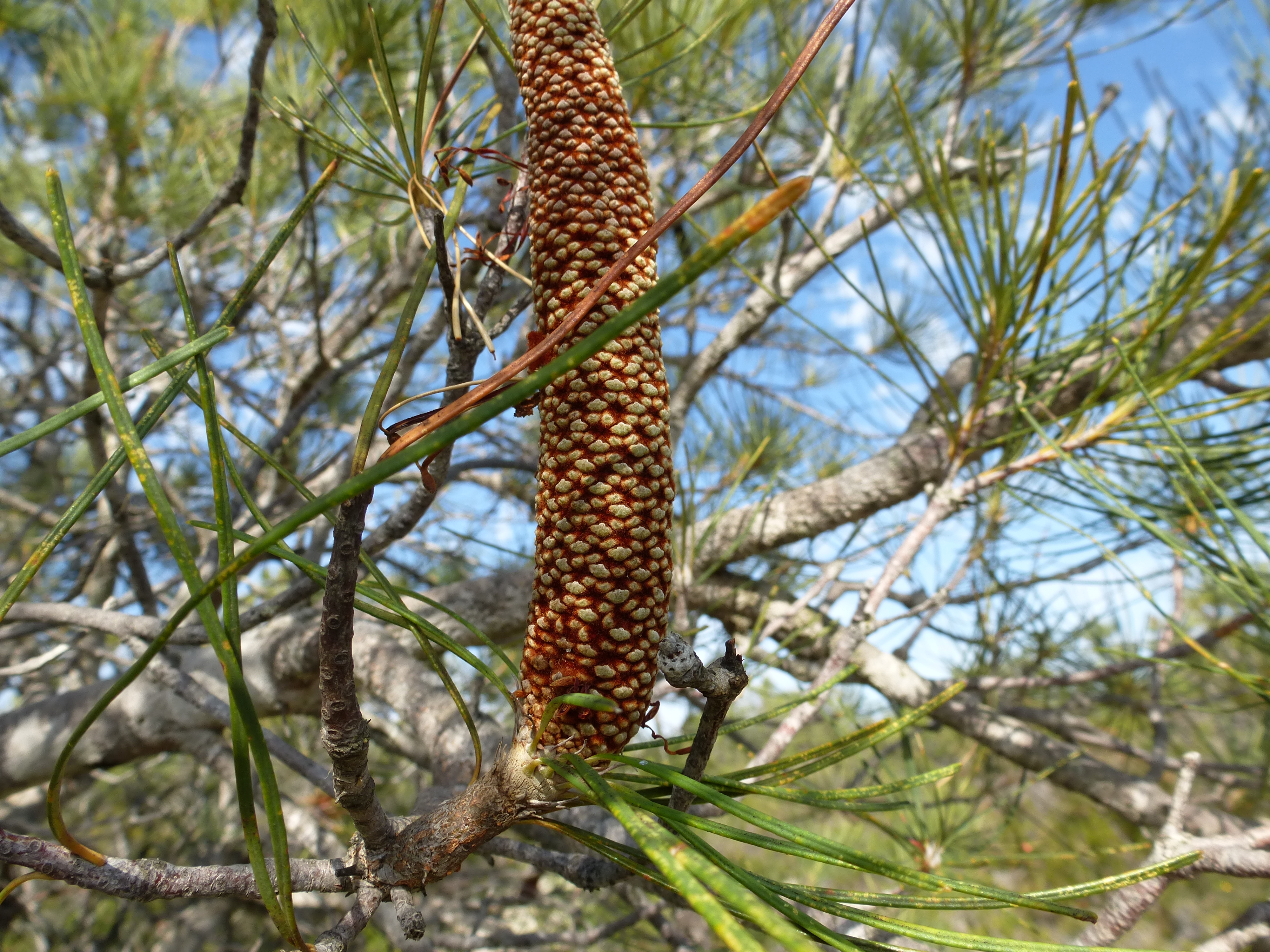
Banksia tricuspis

Флора
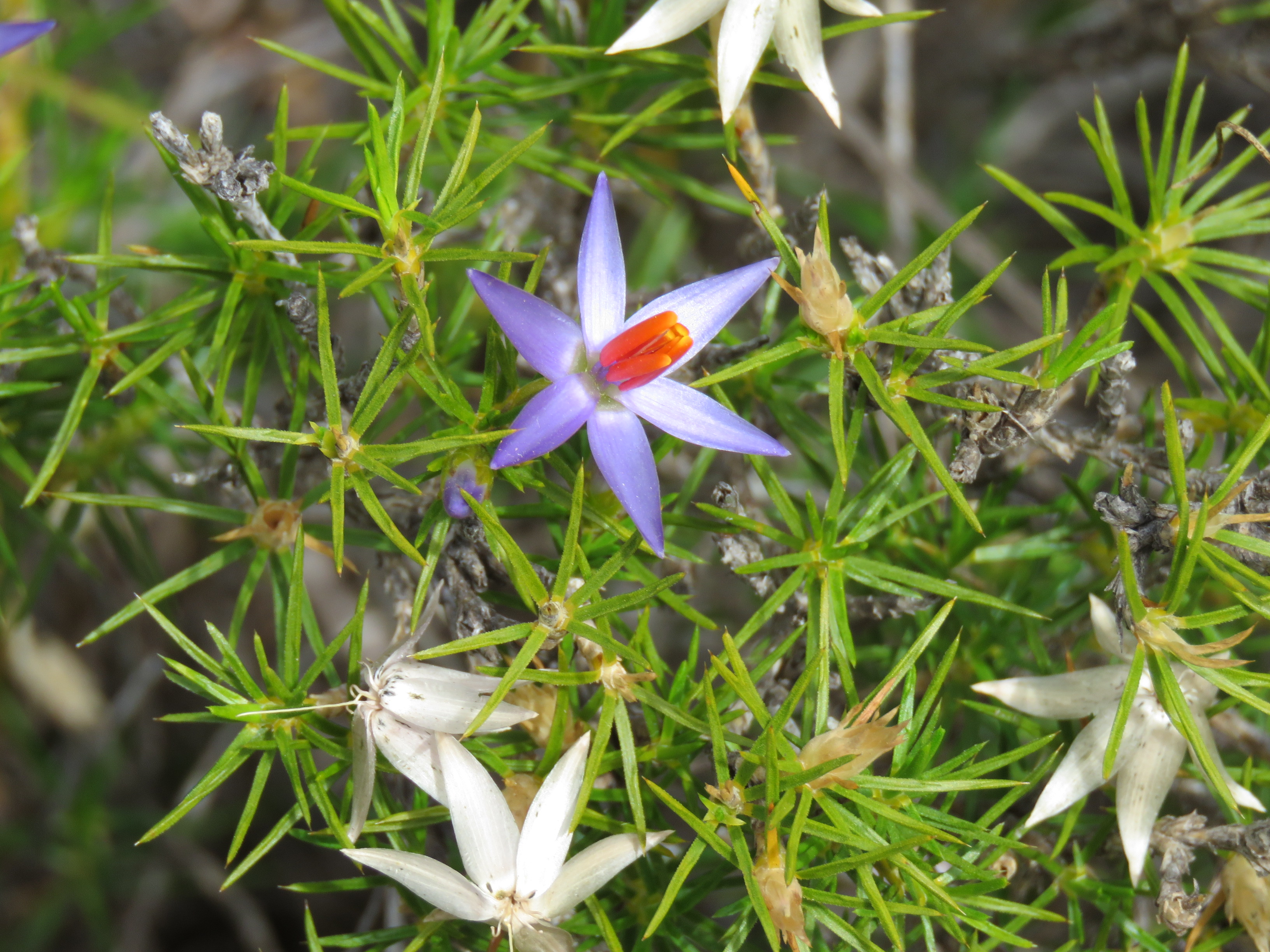
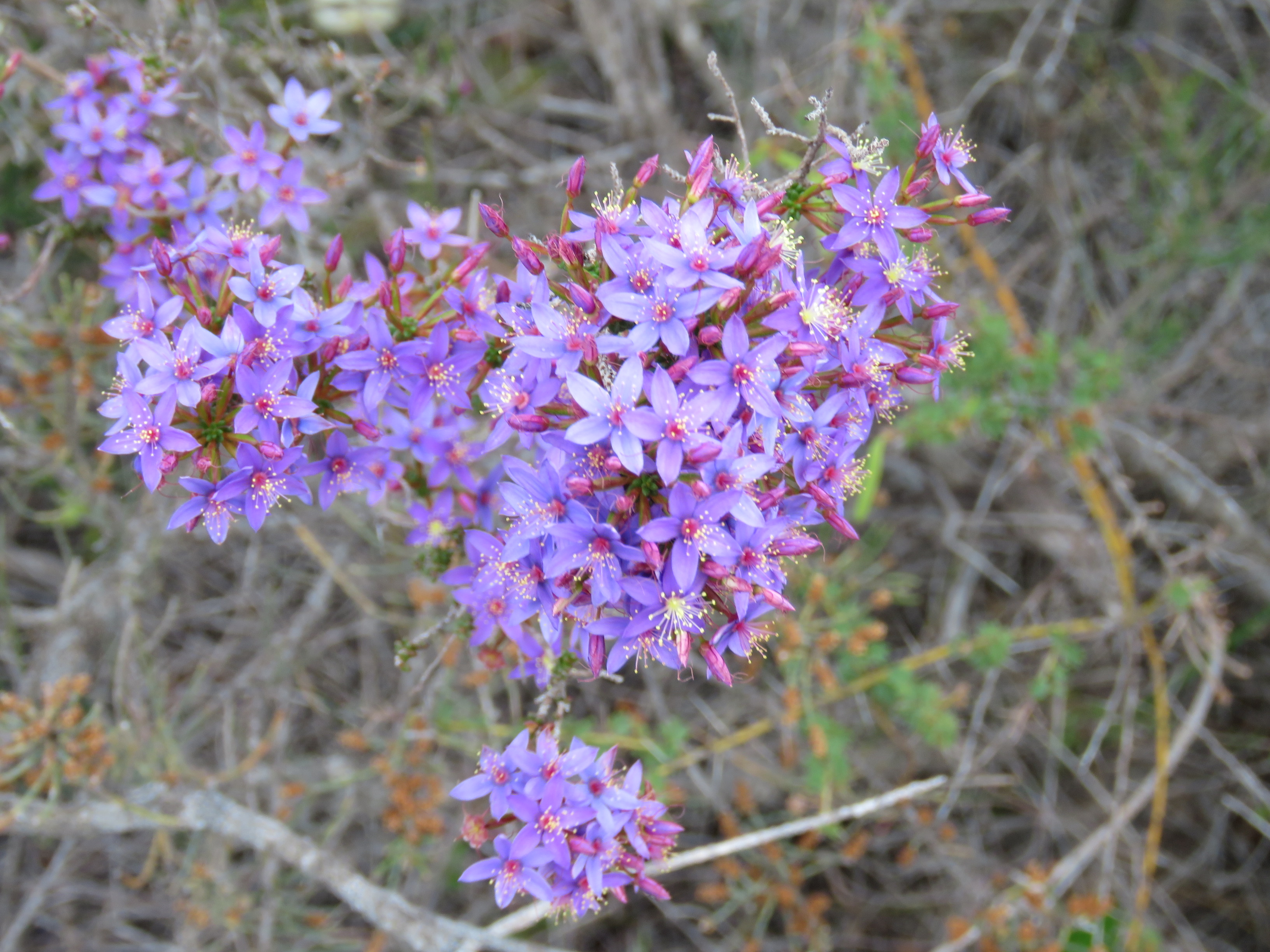
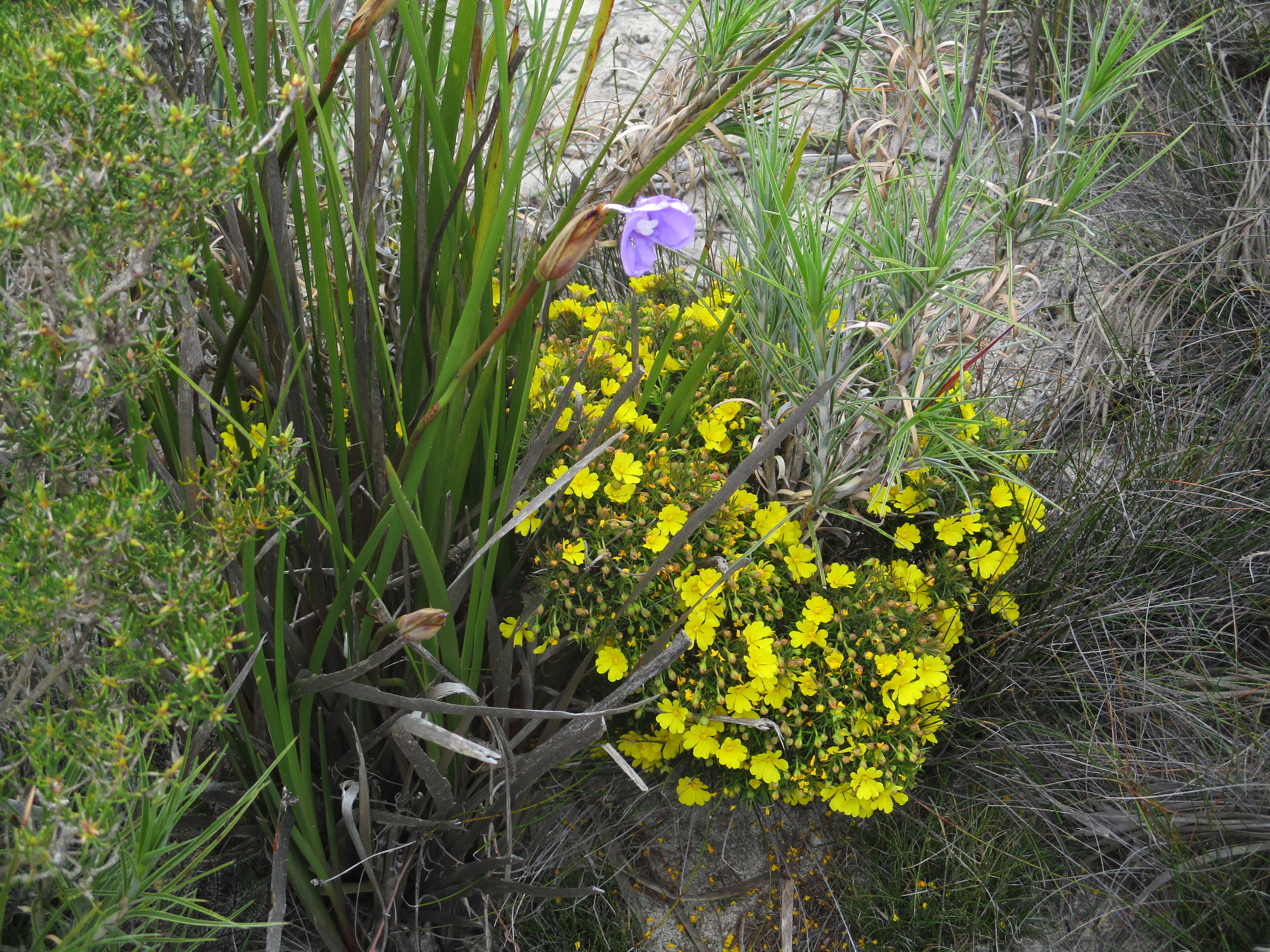